# Serhiï Kliouïev
Serhiï Petrovytch Kliouïev (en ukrainien : Сергій Петрович Клюєв) - (né le 19 août 1969 à Donetsk) est un homme politique ukrainien.
Député au parlement ukrainien, membre de la Commission des Banques et des Finances, membre de la fraction du Parti des régions (depuis mai 2006), membre de la Banque nationale d'Ukraine (depuis janvier 2007).
Né le 19 août 1969 à Donetsk (alors en RSS d'Ukraine), marié avec Irina (née en 1964) ; il a une fille, Olga, et un fils, Andriï (1992).

## Carrière politique
- Président du Groupe interparlementaire pour l'amitié austro-hongroise
- Président de la sous-commission parlementaire de la Banque et de la Politique monétaire
- Membre de la commission parlementaire de la Banque et des Finances
- Président des Groupes interparlementaires pour l'amitié Ukraine-Azerbaïdjan et Ukraine-Japon
- 2002 – 2005 Président adjoint du Conseil territorial de Donetsk
- 2006 Député au Parlement pour la 5e législature du parti des Régions (62e de la liste) depuis avril
- 2006 Membre de la délégation parlementaire permanente au Conseil de l'Europe
- 2007 Membre du conseil de la Banque Nationale d'Ukraine

## Carrière professionnelle
- 1992 à 1994 : directeur commercial chez Trade House Podshipnik Ltd., coentreprise
- 1994 à 2000 : vice-président, Président du Conseil de Surveillance de la Société Ukrpodshipnik
- 2000 à 2002 et 2005 à 2006 : PDG du groupe Ukrpodshipnik
- 1997 à 2002, puis de juin à septembre 2005 : directeur de la société Slav AG Company à Vienne (Autriche)

## Formation
- 1987 à 1992 Études à l'université polytechnique de Donetsk
- Diplôme d'ingénieur des Mines
- Auteur et propriétaire de 39 brevets dans le domaine de la métallurgie non-ferreuse, de la fabrication de câbles et de l’électrotechnologie.